# François Debève
Pour les articles homonymes, voir Debève.
François Debève, né le 13 août 1837 à Masny (Nord) et décédé le 23 novembre 1921 à Montigny-en-Ostrevent (Nord), est un homme politique français.

## Biographie
Agriculteur propriétaire, il est conseiller d'arrondissement en 1886, conseiller général du Nord de 1889 à 1913 et député du Nord de 1898 à 1906, siégeant avec les Républicains progressistes. Il est le père de Jean Debève, député du Nord.

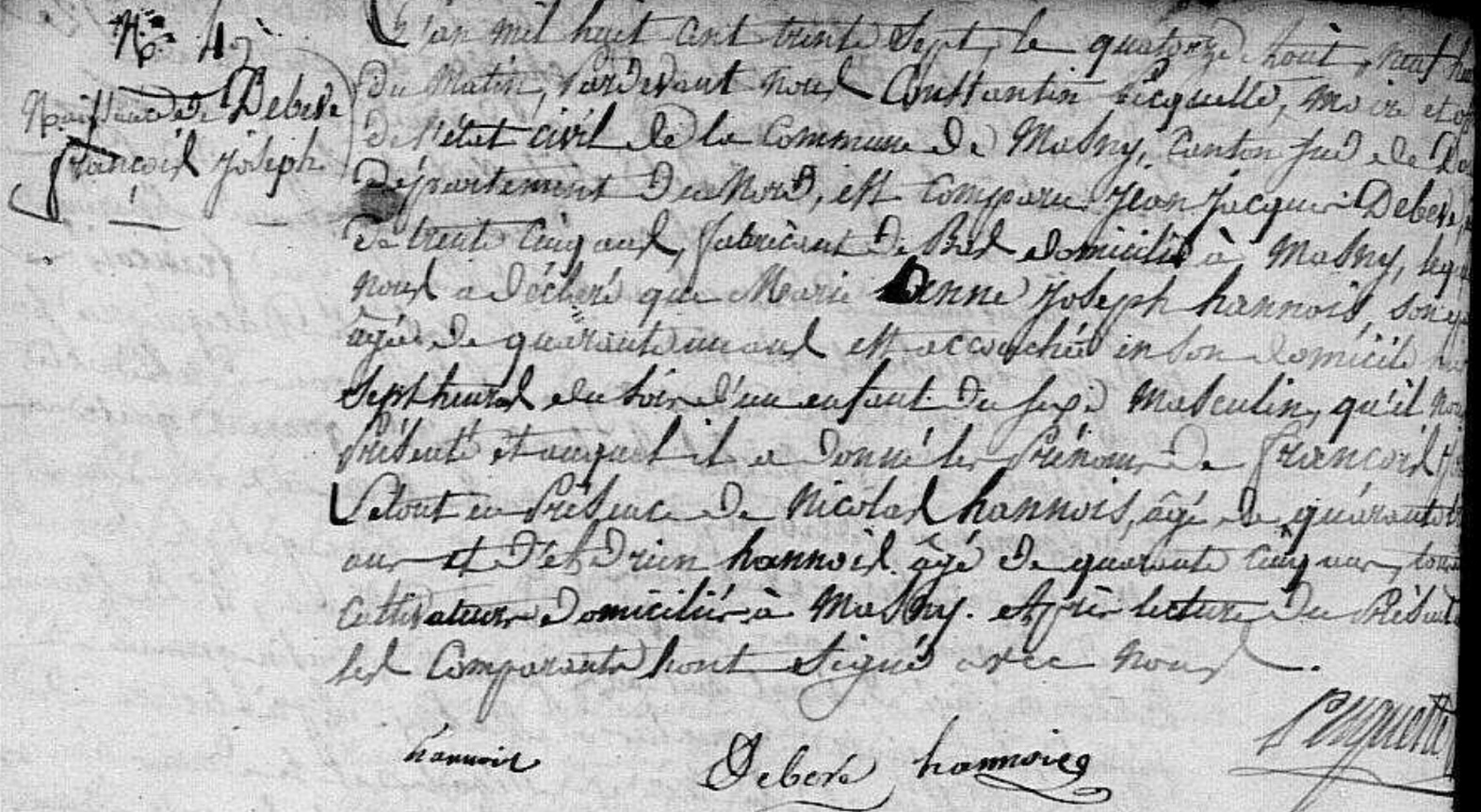
Son acte de naissance.
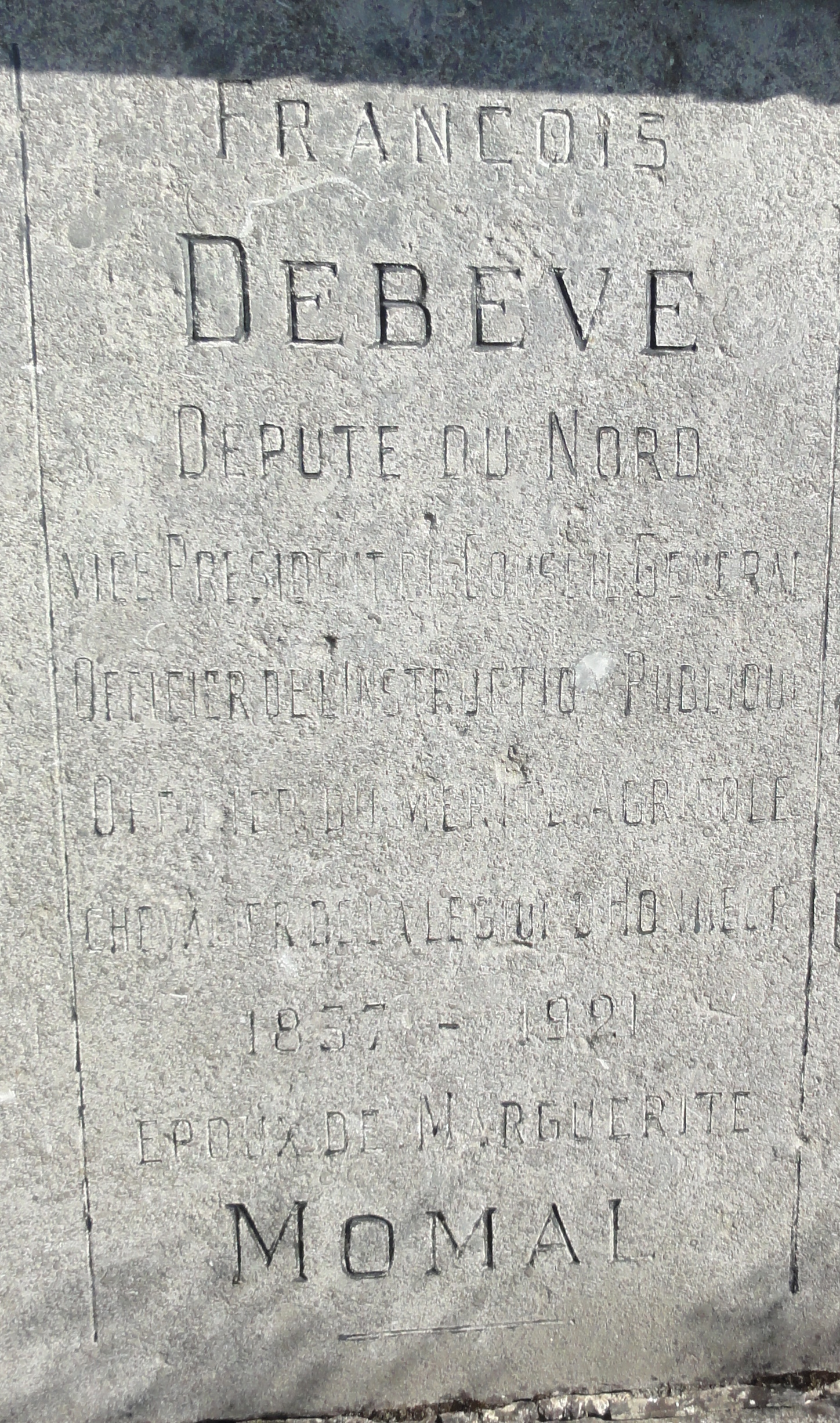
Sa stèle.